# Pieter Bustijn
Pieter Bustijn (Middelburg, 1649? – Middelburg, 22 novembre 1729) è stato un compositore e organista olandese.

## Biografia
Nato a Middleburg e lì battezzato nel 1649, Pieter Bustijn assunse il ruolo di organista e carillonneur nel 1681, presso la Nieuwe Kerk, dopo la morte di Remigius Schrijver (forse il suo maestro).
Bustijn occupa un posto davvero minore nella letteratura musicale barocca. Fino ad ora, infatti, è stata rinvenuta soltanto una sua opera, le IX Suittes pour le Clavessin, stampata ad Amsterdam nel 1712 dal noto editore Estienne Roger. Il motivo della mancanza di notizie riguardo alla vita e alla musica di Bustijn può essere riconducibile alla perdita di gran parte dell'archivio di Middelburg avvenuta nel 1940.

## IX Suittes pour le Clavessin
Le IX Suittes pour le Clavessin sono uniche nella storia della musica olandese a cavallo del Settecento in quanto la maggior parte della musica scritta non veniva pubblicata ed è quindi andata perduta. Le suite di Bustijn ci offrono uno sguardo sorprendente della vita musicale olandese durante il periodo barocco risultando così di grande importanza per la storia della musica per tastiera nei Paesi Bassi.
L'edizione stampata da Roger era diffusa fuori dall'Olanda per tutta la prima parte del XVIII secolo, tanto da essere citata in alcuni cataloghi come "The Hague" (1759). Perfino in una antologia di musica per tastiera, compilata nientemeno che da Johann Gottfried Walther (1684-1748), compare il nome di Bustijn a fianco di nomi quali Buxtehude, Krebs, Bach e ai francesi Clérambault e Nivers.
Secondo lo storico Albert Clement le Suittes pour le Clavessin sono collocabili fra le opere dei primi compositori barocchi francesi e gli ultimi compositori tedeschi. Non è un caso che vi si possono trovare molte analogie, talvolta assai evidenti, con musiche dello stesso Bach: il principio del Preludio della Suitte VI (in a), ad esempio, ha una somiglianza nettissima con il Praeambulum 6 (BWV 784); e così l'inizio della Suitte II (in D) del compositore olandese è simile al motivo della Fantasia BWV 787 (dal Clavier-Büchlein vor Wilhelm Friedemann Bach, entrambe parte delle più note Invenzioni e Sinfonie) del genio di Eisenach. Si potrebbe infatti avanzare l'ipotesi che Bustijn abbia avuto una qualche influenza addirittura sul più grande dei compositori dell'epoca Barocca.

## Pubblicazioni
- Pierre Bustyn, Exempla Musica Zelandica I, IX Suittes pour le Clavessin (Amsterdam, c. 1712) ristampato nel 1992 da Koninklijk Zeeuwsch Genootschap der Wetenschapten da facsimile (Brussels, Royal Library Albert I, Fetis 2956 B Mus.)
- Albert Clement, Pieter Bustijn, "Musicyn en Organist", Tijdschrift van de Vereniging voor Nederlandse Muziekgeschiedenis 38, 1988, pp. 81–98

## Incisioni discografiche
- Pieter Bustijn, Suittes pour le Clavessin, Alessandro Simonetto (OnClassical OC49B, 2011, licenziato anche per Brilliant Classics 94187, 2011) - Registrazione di tutte le nove Suittes
- Harpsichord in the Netherlands, Bob van Asperen (Sony B00000277E, 1991) - Registrazione della sola Suitte No. 5 in g
- Unico Van Wassenaer & Contemporaries, Jacques Ogg (Globe #5101, 1993) - Registrazione della sola Suitte No. 6 in a